# 펑상 철로

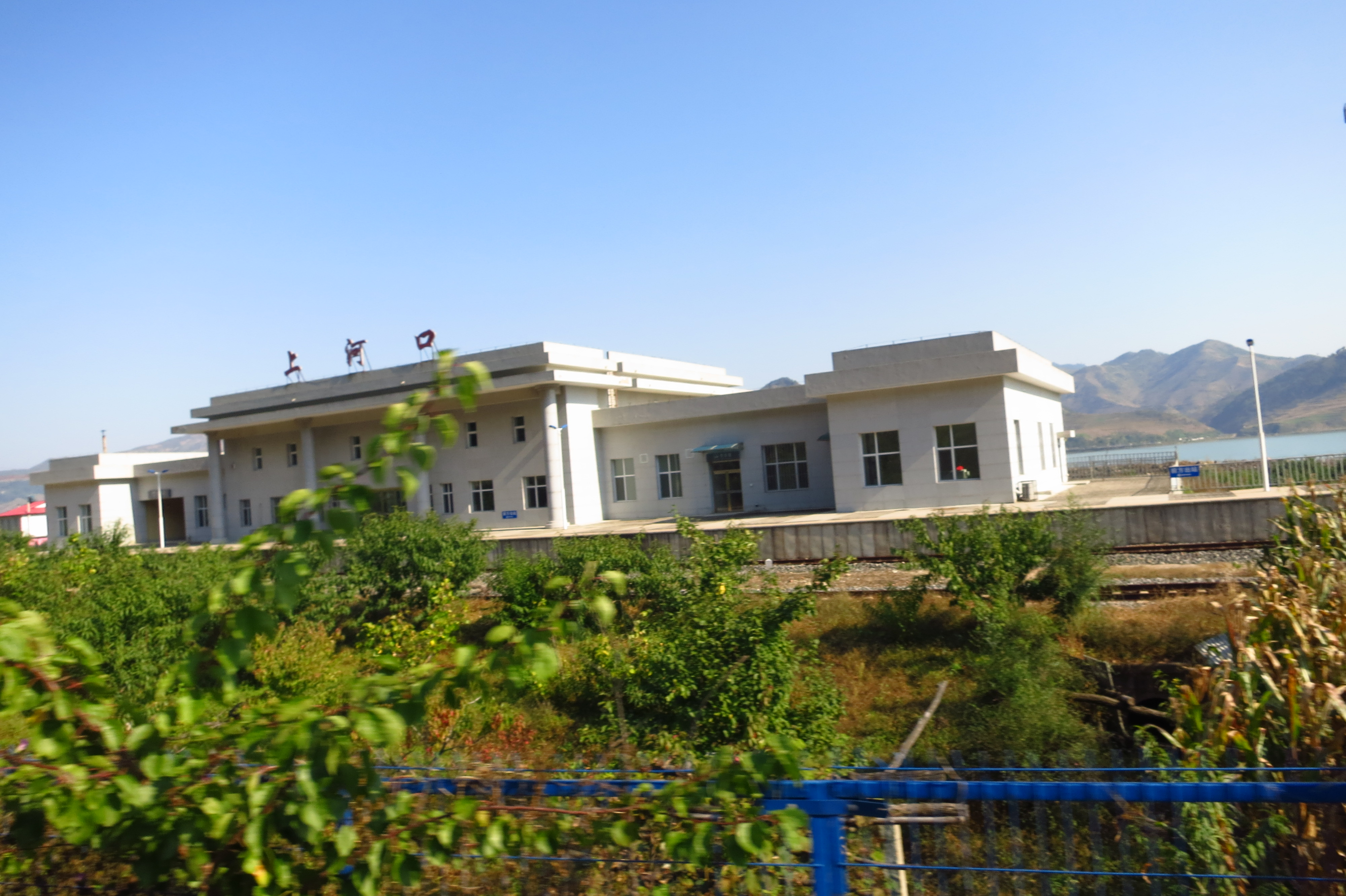

펑상 철로(중국어 간체자: 凤上铁路, 정체자: 鳳上鐵路)는 중화인민공화국의 철도 노선으로, 랴오닝성 단둥 시에 있는 펑청 시와 콴뎬 만족 자치현을 연결한다. 상허코우 역은 화물역으로 여객열차는 전역인 창띠엔역(長甸驛)까지 운행된다. 그리고 본선은 상허코우 역으로부터는 압록강의 철교를 통하여 조선민주주의인민공화국의 평북선과 연결되어 있다.

## 노선정보
- 구간과 거리: 펑후앙청 역―상허코우 역 154km
- 역수(驛數): 16개(양단역 포함)
- 궤도간격: 1,435mm(표준궤)
- 복선구간: 없음
- 전철화구간:
- 관할철도국: 선양 철로국

## 연혁
- 1938년에 착공되었으나, 중일전쟁 중에 공사가 중단됨.
- 1950년에 완공됨.